# Герстенберг
Герстенберг (њем. Gerstenberg) општина је у њемачкој савезној држави Тирингија. Једно је од 40 општинских средишта округа Алтенбургер Ланд. Према процјени из 2010. у општини је живјело 549 становника. Посједује регионалну шифру (AGS) 16077007.

## Географски и демографски подаци
Герстенберг се налази у савезној држави Тирингија у округу Алтенбургер Ланд. Општина се налази на надморској висини од 160 метара. Површина општине износи 3,1 km². У самом мјесту је, према процјени из 2010. године, живјело 549 становника. Просјечна густина становништва износи 175 становника/km².